# Rapporto Fuller, base Stoccolma
Rapporto Fuller, base Stoccolma è un film del 1968, diretto da Sergio Grieco.

## Trama
Il pilota automobilistico americano Dick Worth, è molto bravo in pista e guadagna un viaggio a Stoccolma per una gara. Nel mentre a Stoccolma la ballerina russa Svetlana Goldjadkin, sta chiedendo asilo politico per ottenere l'ingresso negli USA. Dick Worth, arrivato nel paese scandinavo,  viene accusato di omicidio di una donna conosciuta casualmente, la quale però era in possesso di alcuni documenti segreti chiamati "Rapporto Fuller" riguardanti ballerina russa. Il pilota automobilistico, riesce però a dimostrare la sua estraneità ai fatti e di non essere un agente dei sovietici. Dick Worth, che appunto non è un agente segreto, contatta la ballerina per avere chiarimenti sui fatti, scoprendo i piani contenuti nel Rapporto Fuller. Il rapporto è in pratica un complotto contro il presidente della Casa Bianca, per provocare una guerra tra gli Stati Uniti e l'Unione Sovietica. La ballerina russa, deve uccidere il Presidente degli Stati Uniti mentre si trova in Svezia per una visita, ma viene uccisa da un agente della CIA prima dell'attentato. Nel frattempo il pilota scopre e uccide il suo direttore sportivo che è il capo dell'organizzazione di estremisti che ha studiato il piano. In punto di morte il direttore sportivo gli confessa che la ballerina russa è viva e che la donna uccisa dall'agente della CIA non è altro che una sosia.